# Manami Doi
Manami Doi –en japonés, 土居 愛実, Doi Manami– (Yokohama, 29 de agosto de 1993) es una deportista japonesa que compite en vela en la clase Laser Radial. Ganó una medalla de bronce en el Campeonato Mundial de Laser Radial de 2017.

## Palmarés internacional
| \| Campeonato Mundial \| Campeonato Mundial \| Campeonato Mundial \| Campeonato Mundial \| \| Año \| Lugar \| Medalla \| Clase \| \| ------------------ \| ------------------------ \| ------------------ \| ------------------ \| \| 2017 \| Medemblik (Países Bajos) \| Medalla de bronce \| Laser Radial \| |                          |                   |              |
| Campeonato Mundial |                          |                   |              |
| Año | Lugar                    | Medalla           | Clase        |
| 2017 | Medemblik (Países Bajos) | Medalla de bronce | Laser Radial |